# Cinéma de spéléologie

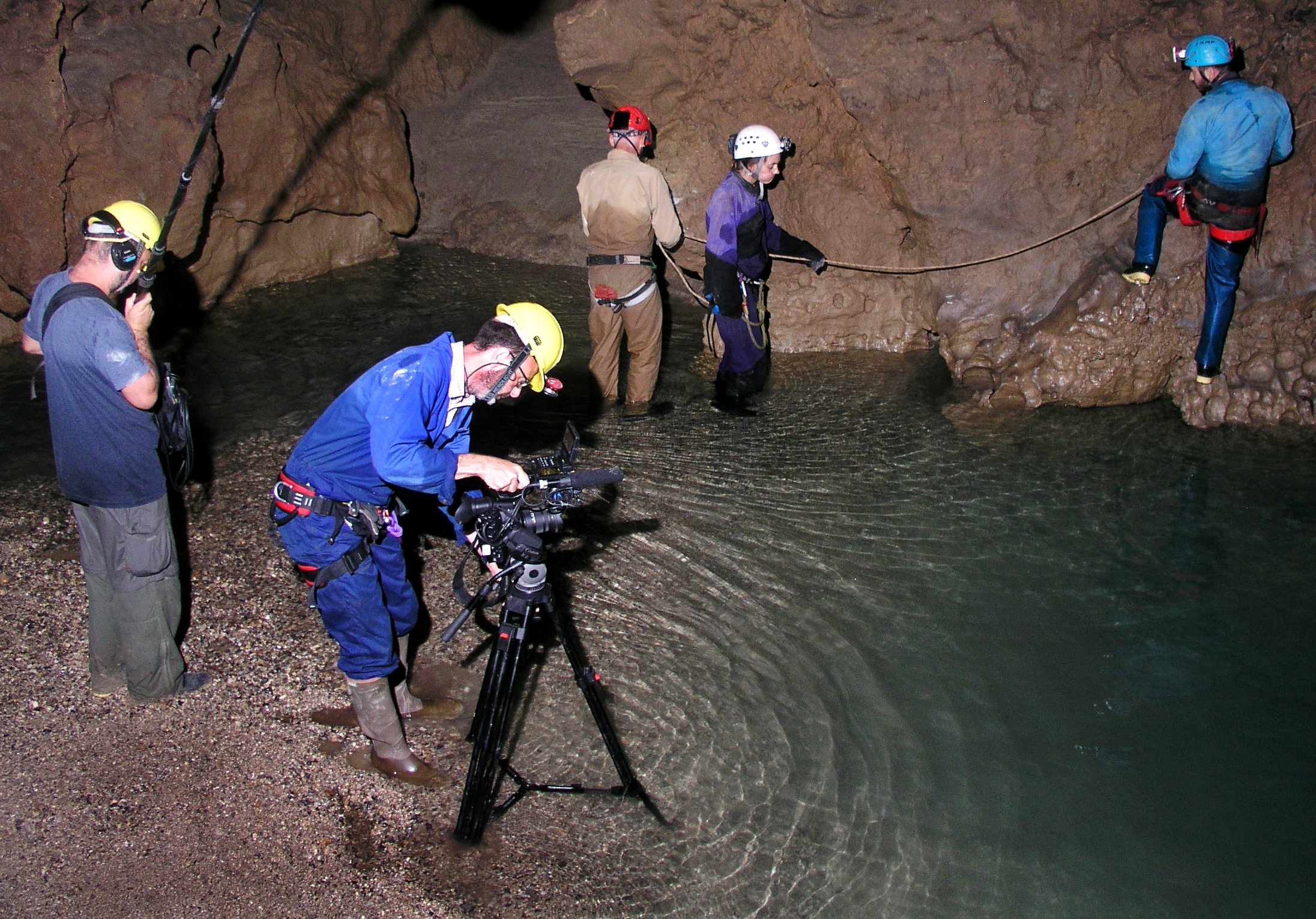
Prises de vues (2014) lors du tournage du documentaire "Pérou, planète extrême" dans la Cueva de Palestina, Nueva Cajamarca, Rioja, San Martin, Pérou.

Le cinéma de spéléologie est celui qui est tourné dans des grottes et des gouffres et plus précisément celui qui relate l'exploration et la découverte de grottes et de gouffres, un cinéma documentaire ou de fiction dans lequel se reconnaissent les spéléologues. En revanche, on peut difficilement inclure dans le cinéma de spéléologie le tournage de scènes dans des grottes reconstituées en studio, qui n'est confronté à aucune des difficultés du cinéma de spéléologie (lumière, autonomie du matériel de l'opérateur, coordination de l'équipe, danger du terrain, angles de vue pour rendre compte de l'ensemble, voire risque de lassitude du spectateur, etc.).

## Histoire des films de spéléologie
L'apparition du cinéma de spéléologie au sens rigoureux, relatant l'exploration des grottes et gouffres, est relativement tardive. Et pour cause, la spéléologie se pratique dans des milieux sans lumière alors que la réalisation d'un film dépend étroitement de la qualité de la lumière. « C'était soi-disant insoluble », a expliqué le pionnier du genre, le cinéaste de montagne Marcel Ichac (au 1er festival international du film de spéléologie à La Chapelle-en-Vercors en août 1977).

### Les premiers films (années 1940)
Le véritable cinéma de spéléologie est né en 1942-1943, en France, de trois initiatives parallèles et non coordonnées :
- La Nuit des temps (1942) de Roger Verdier. Tourné dans la grotte de Lascaux.
- L'Auberge de l'abîme, de Willy Rozier. Film de fiction d’après le roman d'André Chamson comportant des séquences tournées dans la grotte de Lombrives (Ariège).
- Sondeurs d’abîmes (1943) de Marcel Ichac. Premier film d'exploration spéléologique.

#### Sondeurs d'abîmes (1943)
Sondeurs d'abîmes est considéré comme le premier véritable film d'exploration souterraine et de spéléologie. L'historien du cinéma Pierre Leprohon écrit dès 1944 : « Marcel Ichac achève actuellement le montage d'une nouvelle bande. C’est encore un film de montagne. Mais au lieu de s'élancer vers les cimes, l'auteur de Karakoram a pénétré cette fois dans les entrailles de la terre. (…) Il a réalisé le premier film spéléologique. » (Pierre Leprohon, Le Cinéma et la montagne, éditions Jean Susse, Paris, 1944, page 116).
Sondeurs d'abîmes a été tourné en 1943 dans le Vercors (avec la complicité du maquis du Vercors) par Marcel Ichac, avec Raymond Gaché, André Bourgin (ingénieur qui s'occupait de l'électrification en Rhône-Alpes) et les membres de la section de spéléologie du Club alpin français (CAF). Le film a été tourné essentiellement à la grotte Favot (Vercors), à la fois en raison de sa proximité d’une usine électrique permettant l’éclairage de la grotte (l'aide technique d'André Bourgin a été décisive, permettant de tourner dans des conditions idéales, avec une dizaine de projecteurs !), et de la grande diversité du terrain de la grotte (tunnel, cascades, stalagmites, etc.). L’ambition de Marcel Ichac était essentiellement pédagogique : « Je voulais tout expliquer de la spéléo. » (1er festival international du film de spéléologie à La Chapelle-en-Vercors en août 1977). La musique du film a été écrite par Tony Aubin. Notons que Norbert Casteret a repris le titre Sondeurs d'abîmes pour un de ses livres paru en 1956.

#### Le reportage à LaHenne Morte(1947) dansLa Clef des Champs
En août 1947, Marcel Ichac filme la grande expédition du gouffre de la Henne Morte (Haute-Garonne), formé d'une succession de puits, avec notamment Norbert Casteret, Raymond Gaché, Jacques Ertaud, Henry Pierre Guérin, Marcel Loubens, Félix Trombe, le docteur Clamagirand. C'est le premier film de spéléologie qui relate « en direct » l'exploration d'un gouffre alors inconnu. Les images vont jusqu'au campement installé à moins 250 mètres. La lumière du film a essentiellement été fournie par des feux de Bengale et, dans une moindre mesure, par deux projecteurs alimentés par un groupe électrogène militaire. Les images de La Henne Morte ont été utilisées en septembre 1947 dans les actualités Pathé Journal, avant d'être incorporées dans le film de Marcel Ichac, La Clef des champs (1947), destiné à promouvoir les sports de plein air et d'aventure liés au camping.

#### Padirac, rivière de la nuit (1948)
Le troisième film spéléologique de Marcel Ichac est un reportage sur la grande expédition dans le gouffre de Padirac (Lot) réalisée par Guy de Lavaur et son fils Géraud, Félix Trombe, Jean Lesur, etc. Ce film présente d'abord la partie aménagée de la grotte, puis l'exploration de l'aval du lac des grands gours. Marcel Ichac a tourné avec Jacques Ertaud. L'éclairage était constitué de projecteurs puis de torches au magnésium. 

#### Rivière sans étoiles (1953)
En 1951-1952, Georges Marry aidé d'une équipe qui deviendra le SGCAF filme à la grotte de Gournier et dans les grottes de Choranche pour finir aux Cuves de Sassenage. Ce film obtiendra en septembre 1953 le premier prix du film de montagne et le premier prix pour le meilleur film en couleurs toutes catégories au festival international de Trente.

#### Siphon -1122 (1962)
Le film des explorations du gouffre Berger réalisé par Georges Marry après la découverte en 1953. Durée: 16 min 27 s.

#### Gouffre Berger (1970)
Un montage inédit non sonorisé, tourné par Guy Prouin dans le gouffre Berger (http://latronche.free.fr/berger), qui montre l'ampleur des salles avec les moyens de l'époque. Le film commence dans la diaclase du début pour continuer par la succession de puits. Après la grande galerie, l'arrivée à la salle des treize termine le film. DVD du film en dépôts à la cinémathèque de la Fédération française de spéléologie. Durée : 10 min 46.

#### Spéléo secours (1970)
Un montage inédit non sonorisé, tourné par Guy Prouin en fin d'année 1970 lors d'un exercice de spéléo-secours dans le Vercors. Franchissement de différents obstacles avec le brancard chargé d'un cobaye. DVD du film en dépôts à la cinémathèque de la Fédération française de spéléologie. Durée : 11 min 33 s.

#### Gour Fumant (1970)
Un montage inédit non sonorisé, tourné par Guy Prouin en fin d'année 1970. On y voit le cheminement d'une équipe de spéléo dans le gour Fumant d’Herbouilly, un gouffre du Vercors (Drôme). DVD du film en dépôts à la cinémathèque de la Fédération française de spéléologie. Durée : 4 min 42 s.

#### Alpes souterraines (1973?)
Réalisation Michel Luquet. Film tourné en Vercors et pour la scène finale dans l'aven d'Orgnac (Ardèche). C'est le premier film pédagogique sur les techniques d'exploration souterraine. DVD du film en dépôts à la cinémathèque de la Fédération française de spéléologie. Durée : 23 min 42 s.

#### 30 h pour réussir (1975)
Réalisation Michel Luquet avec le concours de FR3 Grenoble. Pendant 30 heures, une équipe de spéléo grenoblois réalise pour la première fois la traversée du gouffre de la Pierre-Saint-Martin, alors le plus profond du monde, en partant du gouffre SC3 qui s'ouvre à 2 040 mètres d'altitude pour sortir par le tunnel de la salle de la Verna. Les spéléos parcours 9 km sur 1 000 m de dénivelé. DVD du film en dépôts à la cinémathèque de la Fédération française de spéléologie. Durée : 39 min 22 s.

#### Oztotl, l'écriture des eaux (1983)
Guy Prouin et Philippe Ackermann, coréalisateurs, accompagnés d'Éric Loubie, Jean-Jacques Delannoy et Geneviève Rouillon réalisent Oztotl, l'écriture des eaux un film qui relate une expédition effectuée du 4 février 1983 au 27 mars 1983 au Mexique. Ils recherchent, dans l'État de Véra Cruz, un réseau souterrain dont les eaux ressortent de l'autre côté de la Sierra sous le nom de Rio Tonto.
Le film est une coproduction Peuples et aventures, association créée et présidée par Guy Prouin, et la chaîne de télévision Antenne 2 (aujourd'hui France 2) pour l'émission Les carnets de l'aventure.
Musique d'accompagnement de Jean Stephan Regottaz.
Oztolt, l'écriture des eaux a été primé au Festival de spéléologie et de l'aventure de Barcelone en 1983 et a obtenu le "Grand Prix" et le "Prix du Public" au 6e festival international de La Chapelle-en-Vercors en septembre 1983. Le DVD du film est en dépôt à la cinémathèque de la Fédération française de spéléologie. Durée : 29 min 27 s.
Hélas, après avoir contacté l'auteur, en 2016, ce DVD n'est plus disponible et le film original en 16 mm est devenu introuvable.

#### Fredo Solo (1984)
Guy Prouin a filmé Frédéric Poggia dit "Frédo", au cours de multiples plongées dans de nombreux siphons en avril 1984 au cours desquelles "Frédo" révèle son expérience personnelle d'explorateur solitaire de haut niveau. Ont collaboré : les groupes spéléologiques de Fontaine, Fontanil, Nîmes, Ragaï et les sapeurs pompiers de Grenoble.
Fredo Solo a reçu le 1er prix au 7e festival international de la Chapelle-en-Vercors en septembre 1984. Le grand prix n'ayant pas été attribué cette année-là. Coproduction Peuples et aventures et Antenne 2. DVD du film en dépôts à la cinémathèque de la Fédération française de spéléologie. Durée : 26 min 17 s.

#### Aventures lorraines en Argentine: Nancy-Cordoba 1987 (1987)
Ce reportage a été réalisé par une équipe de FR3 Lorraine (reporter : Laurence Giroult ; caméraman : Jean Baudin ; preneur de son : Francis Blaineau) durant l'expédition franco-argentine NC-87 (Nancy-Cordoba 1987) en août 1987 organisée par la Ligue spéléologique lorraine,. Le film documentaire relate l'expédition, la vie locale et les découvertes réalisées. Ce film a obtenu :
- le Grand Prix du reportage TV de l'émission Montagne de Pierre Ostian[5]
- le Prix TSA du 11e Festival du film spéléologique de La Chapelle-en-Vercors en 1988
- le Prix du reportage documentaire lors du 7e Festival international de cinéma de spéléologie de Barcelone en 1988[6]

#### Les aventuriers de la Dent de Crolles (1988)
Ce film réalisé par Guy Prouin du 21 mai 1988 à 1er novembre 1988 est une comédie qui met en scène deux sports qui se concurrencent pour arrivée à un même but. Un chercheur et une mystique font la course dans l'espoir d'arriver le premier dans une crypte située au sommet de la montagne appelé : la dent de Crolles. L'interdiction de survoler cette montagne en hélicoptère oblige les adversaires à choisir des voies qui leur paraissent les plus rapides. Le chercheur opte pour le deltaplane en espérant trouver des courants d'air ascendants et la mystique choisit la spéléo pour remonter jusqu'à la crypte. Le film est une succession de gags car chacun des concurrents est nul dans le sport choisi. Coproduction MC4 Grenoble, Peuples et aventures, Antenne 2. Ce film a obtenu le Prix de la meilleure image au Festival international de Barcelone en décembre 1988. DVD du film en dépôts à la cinémathèque de la Fédération française de spéléologie. Durée : 22 min 43 s.

#### Il Buco (2021)
Il buco est un film documentaire franco-germano-italien réalisé par Michelangelo Frammartino sur l'exploration d'une grotte dans la campagne italienne dans les années 1960 : l'abîme de Bifurto, profond de 683 m, alors une des grottes les plus profondes au monde. Durée : 1h33

## Festivals de films de spéléologie
- SSFF, Swiss Spéléo Film Festival, Vallée de Joux (Suisse)
- Spéléovision[8], ex-festival international du film de spéléologie à La Chapelle-en-Vercors (France), fondé en août 1977
- Festival international de cinéma de spéléologie de Barcelone (Espagne).
- Castellane Grotte Festival, Castellane|Castellane (Italie)
- Voir aussi les festivals de cinéma de montagne